# 세르게이 럅코프
세르게이 알렉세예비치 럅코프(러시아어: Сергей Алексеевич Рябков, 1960년 7월 8일 ~ )는 러시아의 외교관으로, 2008년부터 현재까지 러시아 외무차관을 맡고 있다.
럅코프는 1960년, 모스크바에서 태어났다. 1982년, 22세가 된 해에 국립 모스크바 국제 관계 대학교를 졸업했다. 럅코프는 대학 졸업 후 바로 러시아 외무부에 들어갔다. 1995년에는 외무부 유럽협력부에서 근무했으며, 2002년에는 워싱턴 D.C.에 있는 러시아 대사관에서 고문으로 일했다. 2006년, 럅코프는 모스크바로 돌아와 과거에 근무했던 부서(유럽 협력 부서)의 책임자가 되었다. 2008년, 러시아 외무부 차관이 되었다.
럅코프는 영어를 유창하게 구사하며, 영어를 사용하는 대중 매체와 인터뷰를 자주 한다. 럅코프는 채널 RT에 여러 번 출연한 바 있으며, 핵 및 기타 군축 협상, 특히 뉴 스타트 조약과 같은 사항을 논평할 때 자주 러시아 외무부를 대변한다.